# Вешхославице (гмина)
Вешхославице (пол. Wierzchosławice) — сельская гмина (волость) в Польше, входит как административная единица в Тарнувский повет, Малопольское воеводство. Население — 10 635 человек (на 2004 год).

## Демография
| Перепись                       | Всего   | Всего | Женщины | Женщины | Мужчины | Мужчины |
| ------------------------------ | ------- | ----- | ------- | ------- | ------- | ------- |
| Единицы                        | человек | %     | человек | %       | человек | %       |
| Население                      | 10 635  | 100   | 5416    | 50,9    | 5219    | 49,1    |
| Плотность населения (чел./км²) | 142,1   | 142,1 | 72,4    | 72,4    | 69,7    | 69,7    |

## Сельские округа
1. Бобровники-Мале
2. Богумиловице
3. Гославице
4. Кемпа-Богумиловицка
5. Коморув
6. Лентовице
7. Миколаёвице
8. Острув
9. Рудка
10. Сецеховице
11. Вешхославице

## Соседние гмины
1. Гмина Боженцин
2. Гмина Радлув
3. Тарнув
4. Гмина Тарнув
5. Гмина Войнич
6. Гмина Жабно